# Sopwith Salamander
O Sopwith TF.2 Salamander foi um avião de ataque ao solo biplano britânico, fabricado pela Sopwith Aviation Company. O Salamander voou pela primeira vez em abril de 1918, não tendo chegado a equipar nenhum esquadrão durante a Primeira Guerra Mundial, embora dois tenham estado em França em outubro de 1918.